# Varicus
Varicus is een geslacht van straalvinnige vissen uit de familie van grondels (Gobiidae).

## Soorten
- Varicus bucca Robins & Böhlke, 1961
- Varicus imswe Greenfield, 1981
- Varicus marilynae Gilmore, 1979